# Дейлем
Дейлем (Дайламан, араб. ديلام‎, перс. دیلمان‎) — историческая горная прибрежная область на юге Каспийского моря. Восточный Табаристан (современный Мазандаран) и западный Гилян относятся к Дейлему в широком смысле. Населена дейлемитами.
Из-за своего гористого характера Дейлем был защищен от нападений арабов и был исламизирован поздно. Дейлемиты, управляемые руководителями (каджода), приняли шиизм через зеидитских миссионеров. Арабский историк Ибн аль-Асир сказал о дейлемитах, что они приняли шиитскую религию. До исламизации большинство населения принадлежало к зороастризму.  Хамза аль-Исфахани, персидский историк X века, сообщает, что персы называли дейлемитов курдами Табаристана, а арабы называли их курдами Суристана. Однако дейлемиты не были этническими курдами в современном смысле этого слова .Со времен Сасанидов, дейлемиты были популярны как пешие солдаты и использовались в качестве наемников исламскими династиями, такими как Газневиды и Фатимиды. Низам аль-Мульк в своем труде «Сиясатнама» предложил использовать тюрков и дейлемитов в качестве наемных солдат. Дейлемиты основались, среди прочих, княжеств таких как Буидов и Какуйидов. Когда крепость Аламут, один из центров Дейлема, была захвачена низаритами, группой исмаилитов, дейлемиты также использовались в качестве федаинов ислама.Во времена династских империй и династий между 800 и 1000 годами нашей эры большая группа дейлемитов иммигрировала в Анатолию. Арабский географ аль-Мукаддаси описывал дейлемитов  высокими и красивыми.

## Христианство
Христианство вошло в Дейлем довольно рано; в 554 г. существовала епархия Амола и Гиляна. Очевидно, что религия долгое время существовала в этих недоступных регионах: несторианский патриарх Тимофей I (780-823) возвел  Гилян и Дейлем в статус мегаполиса, хотя свидетельства из письма патриарха предполагают, что этот отдельный статус был ограничен 795-98 годами.

## Потомки
Согласно тезису немецкого ираниста Фридриха Карла Андреаса от 1906 года, парфяне Дейлемиты (Дейлеми), жившие в южном Каспии, были предками заза, что могло объяснить одно из их племенных самоназваний, а именно «Дымли». Этот тезис был защищен еще в 1880 году армянским историком Антранигом, а затем нашел поддержку у русского востоковеда Владимира Минорского и немецких иранистов Оскара Манна и Карла Хаданка.
Но более чёткими потомками являются современные талыши в виду схожести языка и территории проживания.